# Манастир Васкрсења Христова
Манастир Каћ је манастир који припада Епархији бачкој Српске правослане цркве. Налази се 10 км источно од Новог Сада, у четврти званој Сунчани брег у насељу Каћ, недалеко од Шајкаша, на путу према Тителу. Приступ манастиру остварује се лако аутобусом, нарочито из Новог Сада. 
Подигнут је трудом и заузимањем Епископа бачког Господина Др Иринеја Буловића и монахиње Порфирије. Темељи су изливени 2007. године. Грађен је у стилу светогорских манастира са капијом и оградама које опасују цео манастирски комплекс.
Посвећен је Васкрсењу Христовом.

## Галерија
- Манастир Васкрсења Христова
- Манастир Васкрсења Христова
- Манастир Васкрсења Христова - двориште
- Манастир Каћ